# FileZilla Client
FileZilla Client (còn được gọi tắt là FileZilla) là trình khách FTP tự do, mã nguồn mở, đa nền tảng. Sẵn dùng cho Windows, Linux, và Mac OS X. Hỗ trợ FTP, SFTP, và FTPS. Tính đến 5 tháng 3 2009, FileZilla đứng thứ 5 trong số những phần mềm được tải về nhiều nhất từ SourceForge.net.
Cùng với FileZilla Client là FileZilla Server (hỗ trợ FTP và FTP trên SSL/TLS), là trình chủ FTP hỗ trợ bởi cùng một dự án.
Mã nguồn của FileZilla được lưu trử trên SourceForge.net. Vào tháng 11 2003 dự án được đề cử là dự án của tháng.

## Tính năng và hạn chế
Những tính năng chính của Filezilla là:
- Site manager: Cho phép người sử dụng có thể tạo một danh sách các trang FTP cùng với các dữ liệu kết nối, như cổng sử dụng, giao thức, tài khoản đăng nhập, mật khẩu đăng nhập,...
- Message log: Phía trên của cửa sổ. Hiển thị thông tin của phiên kết nối, các lệnh của trình khách và hồi đáp của trình chủ.
- File and folder view: Hiển thị phía dưới message log, cung cấp một giao diện đồ họa cho FTP. Người dùng có thể quản lý(tải lên, tải xuống) bằng thao tác kéo thả trực quan.
- Transfer queue: Phía dưới cùng của cửa sổ, cho biết trạng thái của các quá trình, trạng thái của các tệp trong hàng đợi.

Từ phiên bản 2.2.23, FileZilla sử dụng Unicode. Kết quả là nó không còn chạy trên Windows 9x/ME nữa.
Phiên bản hiện tại của FileZilla cho Mac OS X không còn hỗ trợ Mac OS X v10.4 'Tiger' và các bản trước đó. Running FileZilla with versions older than Mac OS X v10.5 'Leopard' requires compilation.

## Lịch sử
FileZilla bắt đầu là dự án khoa học máy tính trong tuần thứ hai tháng 1 2001 bởi Tim Kosse và hai bạn cùng lớp. 
Trước khi bắt đầu viết mã cho dự án, họ đã thảo luận xem nên chọn loại giấy phép nào cho những dòng mã sẽ được công bố.
Cuối cùng họ quyết định FileZilla là dự án mã nguồn mở, bởi vì đả có rất nhiều trình khách FTP và họ không nghỉ rằng mình có thể bán được, thậm chí một bản nếu như họ để filezilla là một phần mềm thương mại.
Phiên bản alpha được phát hành vào cuối tháng 2 2001, và tất cả các tính năng cần thiết đã được bổ sung vào bản beta 2.1.
Từ phiên bản 3 FileZilla hỗ trợ thêm Linux và Mac OS X.